# Tours côtières de Sicile
Les tours côtières de Sicile est un système défensif, d'observation et de communication, construit le long de côte du royaume de Sicile pour endiguer les raids fréquents des pirates barbaresques.
Depuis chaque tour, il était possible de scruter la mer et de voir la suivante, avec la possibilité d'envoyer des signaux lumineux, appelés fani, et de la fumée pour transmettre un message ou demander de l'aide. A l'apogée de leur usage, elles permettaient de faire le tour de l'île en une seule journée.
Les tours parsèment une grande partie des côtes du sud de l'Italie. Elles se sont développées, plus ou moins en même temps que celles construites dans le reste de l'Italie, alors divisée en plusieurs états indépendants.

## Histoire
En Sicile, les premières tours côtières datent de la période normano-souabe ; d'autres sont édifiées entre 1313 et 1345 par la monarchie aragonaise du royaume de Sicile comme une défense contre les incursions de la flotte angevine attaquant les côtes siciliennes depuis Naples. À partir de 1360, en revanche, la menace vient du sud, du Maghreb d'où viennent des pirates et des corsaires tunisiens.
En 1405 le roi Martin le Jeune donne l'ordre de restaurer la quarantaine de tours existantes, et d'en construire de nouvelles. Il s'agit du premier document officiel d'un projet donnant aux tours un rôle de défense côtière.
La menace maghrébine s'intensifie avec la montée en puissance de la marine turque, puisqu'en 1516 les Turcs s'installent à Alger, et qu'à partir de 1520, le corsaire Khayr ad-Din Barberousse opère depuis cette ville pour le compte de l'Empire ottoman, devenant en 1533 Capitan pacha, c'est-à-dire commandant suprême de la flotte turque. Ennemi de la puissance ottomane, l'empire espagnol de Charles Quint doit investir d'énormes ressources dans la défense des côtes méditerranéennes de la péninsule Ibérique et de ses possessions italiennes : le royaume de Sardaigne, le royaume de Sicile, le royaume de Naples. Les travaux de fortification sont poursuivis par la couronne espagnole sous le règne de Philippe II, durant lequel la plupart des tours de guet en Espagne ont été construites, notamment par l'architecte italien Giovanni Battista Antonelli.
En Sicile, à partir de 1547, la gestion des tours est confiée à la députation du royaume de Sicile. De plus, après le recensement de 1549, une Nuova Militia de neuf mille fantassins et seize cents soldats à cheval est mise en place par le vice-roi Juan de Vega avec pour mission de surveiller des côtes et d'intervenir en cas de débarquement de pirates. Les côtes siciliennes sont divisées en dix sergenzie avec des fonctions administratives et militaires, et chaque sergenzia est commandé par un sergent-major.
Plusieurs architectes et ingénieurs militaires se sont succédé à partir de cette date, parmi lesquels : Antonio Ferramolino de Bergame, en 1547 ; Pietro Del Prado, de Lecce en 1552 ; Antonio Conte, Toscan en 1558 ; Tiburzio Spannocchi, Toscan en 1577 ; Vincenzo Geremia, Sicilien en 1582 ; Camillo Camilliani, Toscan en 1583 ; Carlo Maria Ventimiglia (d), Sicilien en 1634 ; Francesco Negro, Sicilien en 1637-1640 ; Giuseppe Amico di Castellalfero, Piémontais (distingué lors du siège de Turin) en 1713 ; Andrea Pigonati, Sicilien en 1756.
En 1577, le vice-roi Marcantonio Colonna charge le siennois Tiburzio Spannocchi d'établir un plan de réparation des 62 tours existantes et d'en construire 123 autres. Le plan de Spannocchi est resté largement non réalisé à cause du coût très élevé.
La plupart des tours qui subsistent ont été construites sur des indications de l'architecte florentin Camillo Camilliani missionné par le Parlement sicilien le 1er juillet 1583 et accompagné pour la reconnaissance préliminaire par le capitaine Giovan Battista Fresco de la députation du Royaume, le bureau d'État responsable de la construction et de l'entretien des tours côtières. La reconnaissance de l'ensemble des côtes de l'île, presque entièrement effectuée par voie terrestre, dure deux ans, de 1583 à 1584. La construction s'étale de la seconde moitié du XVIe siècle au XVIIe siècle.
Dans la première moitié du XIXe siècle, sous le "protectorat" anglais sur la Sicile après la fuite des Bourbons de Naples, des tours continuèrent à être construites contre une éventuelle invasion par les armées napoléoniennes dirigées par Joachim Murat.
Sept tours siciliennes sont construites sur le type de la Tour Martello pour répondre à l'augmentation des volumes de tir des canonnières. Sans connaître la date exacte de construction, on peut déduire des relevés du topographe WH Smith effectués entre 1814 et 1815 qu'elles ont été édifiées avant ceux-ci, probablement vers 1810. Deux subsistent, celle de Mazzone ou du Fort des Anglais à Messine et celle de Magnisi, près de Priolo Gargallo.
Les Guerres barbaresques, qui opposent les États-Unis aux États barbaresques imposent les premiers comme une puissance mondiale, et affaiblissent les seconds, le pacha de Tripoli, Yousouf Karamanli, acceptant après la perte de la ville de Derna, de cesser les hostilités en signant un traité de paix le 10 juin 1805.
Cela marque le début de la fin de la piraterie en Méditerranée, faisant des États « barbaresques » des proies faciles du colonialisme français, espagnol au cours du XIXe siècle, puis italien au XXe siècle avec la conquête de la Tripolitaine et la Cyrénaïque, en en faisant la colonie de la Libye. Les cuirassés assurent la domination européenne de la Méditerranée ; la menace de pirates ou d'invasions maritimes disparaît rendant inutile la construction de nouvelles tours.
Les anciennes tours sont utilisées pour certaines comme pêcherie de thon.
Certaines pendant la Seconde Guerre mondiale sont utilisés comme postes anti-aériens avec des résultats incertains.
Actuellement, il subsiste 218 tours dont aucune ne conserve de fonctions militaires.

## Liste des tours
Les tours sont répertoriées suivant un cheminement anti-horaire le long de la côte selon l'ancienne subdivision de l'île en vallées.
| N.  | Nom                                         | Commune                   | Val             | Année | État | Coordonnées                  | Illustration                          |
| --- | ------------------------------------------- | ------------------------- | --------------- | ----- | ---- | ---------------------------- | ------------------------------------- |
| 1   | Tour de Buonfornello                        | Termini Imerese           | Val di Mazara   | 1557  | N    | 37° 58′ 26″ N, 13° 49′ 26″ E |                                       |
| 2   | Tour Battilamano                            | Termini Imerese           | Val di Mazara   | 1714  | E    | 37° 58′ 40″ N, 13° 48′ 38″ E |                                       |
| 3   | Tour de Cala Secca                          | Termini Imerese           | Val di Mazara   | 1714  | I    | 37° 58′ 22″ N, 13° 44′ 17″ E |                                       |
| 4   | Tour de San Nicola l'Arena                  | Trabia                    | Val di Mazara   | 1558  | E    | 38° 00′ 55″ N, 13° 36′ 57″ E |                                       |
| 5   | Tour des Mandre                             | Altavilla Milicia         | Val di Mazara   | 1557  | E    | 38° 01′ 35″ N, 13° 35′ 56″ E |                                       |
| 6   | Tour Colonna                                | Altavilla Milicia         | Val di Mazara   | 1582  | E    | 38° 01′ 55″ N, 13° 35′ 07″ E |                                       |
| 7   | Tour Milicia                                | Altavilla Milicia         | Val di Mazara   | 1578  | E    | 38° 02′ 38″ N, 13° 33′ 14″ E |                                       |
| 8   | Tour du Gallo                               | Santa Flavia              | Val di Mazara   | 1837  | N    | 38° 03′ 53″ N, 13° 32′ 14″ E |                                       |
| 9   | Tour Sperlinga                              | Santa Flavia              | Val di Mazara   | 1632  | E    | 38° 04′ 15″ N, 13° 32′ 04″ E |                                       |
| 10  | Torre Sant'Elia                             | Santa Flavia              | Val di Mazara   | 1578  | N    | 38° 05′ 47″ N, 13° 32′ 19″ E |                                       |
| 11  | Torre di Capo Zafferano                     | Santa Flavia              | Val di Mazara   | 1578  | R    | 38° 06′ 42″ N, 13° 32′ 14″ E |                                       |
| 12  | Torre di Capo Mongerbino                    | Bagheria                  | Val di Mazara   | 1550  | N    | 38° 07′ 04″ N, 13° 30′ 32″ E |                                       |
| 13  | Torre Compagnone                            | Bagheria                  | Val di Mazara   | 1720  | E    | 38° 05′ 40″ N, 13° 28′ 58″ E |                                       |
| 14  | Torre Cordova                               | Ficarazzi                 | Val di Mazara   | 1756  | E    | 38° 05′ 38″ N, 13° 28′ 39″ E |                                       |
| 15  | Torre di Acqua dei Corsari                  | Palerme                   | Val di Mazara   | 1584  | E    | 38° 05′ 46″ N, 13° 25′ 55″ E |                                       |
| 16  | Torre della Lanterna del Molo               | Palerme                   | Val di Mazara   | 1592  | N    | 38° 07′ 59″ N, 13° 22′ 13″ E |                                       |
| 17  | Torre della tonnara di Vergine Maria        | Palerme                   | Val di Mazara   | 1584  | E    | 38° 09′ 57″ N, 13° 22′ 07″ E |                                       |
| 18  | Torre di Monte Pellegrino                   | Palerme                   | Val di Mazara   | 1327  | N    | 38° 09′ 54″ N, 13° 21′ 18″ E |                                       |
| 19  | Torre del Rotolo                            | Palerme                   | Val di Mazara   | 1578  | E    | 38° 10′ 44″ N, 13° 21′ 58″ E |                                       |
| 20  | Torre dell'Addaura                          | Palerme                   | Val di Mazara   | 1720  | E    | 38° 11′ 22″ N, 13° 20′ 31″ E |                                       |
| 21  | Torre della tonnara di Mondello             | Palerme                   | Val di Mazara   | 1534  | E    | 38° 12′ 25″ N, 13° 19′ 34″ E |                                       |
| 22  | Tour de Mondello                            | Palerme                   | Val di Mazara   | 1557  | E    | 38° 12′ 43″ N, 13° 19′ 47″ E |                                       |
| 23  | Torre Mazzone di Gallo                      | Palerme                   | Val di Mazara   | 1584  | R    | 38° 13′ 10″ N, 13° 18′ 57″ E |                                       |
| 24  | Tour Amari                                  | Palerme                   | Val di Mazara   | 1584  | E    | 38° 13′ 05″ N, 13° 18′ 10″ E |                                       |
| 25  | Tour della Vuletta                          | Palerme                   | Val di Mazara   | 1830  | R    | 38° 12′ 11″ N, 13° 17′ 29″ E |                                       |
| 26  | Fortino di Punta Barcarello                 | Palerme                   | Val di Mazara   | 1851  | R    | 38° 12′ 38″ N, 13° 16′ 54″ E |                                       |
| 27  | Torre quattrocentesca di Sferracavallo      | Palerme                   | Val di Mazara   | 1417  | N    | 38° 11′ 38″ N, 13° 16′ 44″ E |                                       |
| 28  | Torre cinquecentesca di Sferracavallo       | Palerme                   | Val di Mazara   | 1545  | R    | 38° 11′ 58″ N, 13° 16′ 02″ E |                                       |
| 29  | Torre di Santa Maria                        | Ustica                    | Val di Mazara   | 1763  | E    | 38° 42′ 24″ N, 13° 11′ 36″ E |                                       |
| 30  | Torre dello Spalmatore                      | Ustica                    | Val di Mazara   | 1763  | E    | 38° 41′ 57″ N, 13° 09′ 15″ E |                                       |
| 31  | Torre in terra di Isola delle Femmine       | Isola delle Femmine       | Val di Mazara   | 1578  | E    | 38° 12′ 06″ N, 13° 14′ 42″ E |                                       |
| 32  | Torre di fuori di Isola delle Femmine       | Isola delle Femmine       | Val di Mazara   | 1591  | E    | 38° 12′ 40″ N, 13° 14′ 07″ E |                                       |
| 33  | Torre Ciachea                               | Carini                    | Val di Mazara   | 1554  | E    | 38° 10′ 25″ N, 13° 13′ 19″ E |                                       |
| 34  | Torre Milioti                               | Carini                    | Val di Mazara   | 1756  | E    | 38° 09′ 55″ N, 13° 11′ 06″ E |                                       |
| 35  | Torre della tonnara di Carini               | Carini                    | Val di Mazara   | 1557  | E    | 38° 10′ 37″ N, 13° 09′ 40″ E |                                       |
| 36  | Torre Muzza                                 | Carini                    | Val di Mazara   | 1677  | E    | 38° 11′ 06″ N, 13° 09′ 36″ E |                                       |
| 37  | Torre Pozzillo                              | Cinisi                    | Val di Mazara   | 1625  | E    | 38° 11′ 02″ N, 13° 08′ 24″ E |                                       |
| 38  | Torre della Tonnara dell'Ursa               | Cinisi                    | Val di Mazara   | 1578  | E    | 38° 11′ 27″ N, 13° 07′ 25″ E |                                       |
| 39  | Torre Mulinazzo                             | Cinisi                    | Val di Mazara   | 1578  | E    | 38° 10′ 15″ N, 13° 04′ 38″ E |                                       |
| 40  | Torre Alba                                  | Terrasini                 | Val di Mazara   | 1586  | E    | 38° 09′ 05″ N, 13° 04′ 21″ E |                                       |
| 41  | Torre di Capo Rama                          | Terrasini                 | Val di Mazara   | 1557  | E    | 38° 08′ 18″ N, 13° 03′ 10″ E |                                       |
| 42  | Torre Toleda o Paternella                   | Terrasini                 | Val di Mazara   | 1588  | E    | 38° 07′ 04″ N, 13° 04′ 08″ E |                                       |
| 43  | Torre di San Cataldo                        | Terrasini                 | Val di Mazara   | 1557  | I    | 38° 05′ 07″ N, 13° 04′ 31″ E |                                       |
| 44  | Torre del trappeto di Partinico             | Trappeto                  | Val di Mazara   | 1558  | R    | 38° 05′ 02″ N, 13° 04′ 21″ E |                                       |
| 45  | Torre del re                                | Partinico                 | Val di Mazara   | 1558  | E    | 38° 04′ 21″ N, 13° 04′ 20″ E |                                       |
| 46  | Torre della Sicciara                        | Balestrate                | Val di Mazara   | 1714  | N    | 38° 03′ 13″ N, 13° 00′ 22″ E |                                       |
| 47  | Torre anonima fra Sicciara e Magazzinazzi   | Alcamo                    | Val di Mazara   | 1714  | I    | 38° 01′ 44″ N, 12° 56′ 31″ E |                                       |
| 48  | Torre dei Magazzinazzi                      | Alcamo                    | Val di Mazara   | 1714  | N    | 38° 01′ 29″ N, 12° 54′ 40″ E |                                       |
| 49  | Torre di Guidaloca                          | Castellammare del Golfo   | Val di Mazara   | 1584  | E    | 38° 03′ 28″ N, 12° 50′ 15″ E |                                       |
| 50  | Torre Bennistra                             | Castellammare del Golfo   | Val di Mazara   | 1558  | R    | 38° 04′ 08″ N, 12° 48′ 51″ E |                                       |
| 51  | Tour de la tonnara de Scopello              | Castellammare del Golfo   | Val di Mazara   | 1557  | E    | 38° 04′ 19″ N, 12° 49′ 17″ E |                                       |
| 52  | Torre di Scopello                           | Castellammare del Golfo   | Val di Mazara   | 1558  | E    | 38° 04′ 23″ N, 12° 49′ 17″ E |                                       |
| 53  | Torre dell'Uzzo                             | San Vito Lo Capo          | Val di Mazara   | 1584  | E    | 38° 06′ 39″ N, 12° 47′ 20″ E |                                       |
| 54  | Torre Azzolino o dello 'Mpiso               | San Vito Lo Capo          | Val di Mazara   | 1594  | E    | 38° 08′ 05″ N, 12° 47′ 19″ E |                                       |
| 55  | Torre della tonnara del Secco               | San Vito Lo Capo          | Val di Mazara   | 1714  | E    | 38° 10′ 04″ N, 12° 46′ 08″ E |                                       |
| 56  | Torre Scieri                                | San Vito Lo Capo          | Val di Mazara   | 1594  | E    | 38° 10′ 30″ N, 12° 46′ 15″ E |                                       |
| 57  | Torre del santuario di San Vito             | San Vito Lo Capo          | Val di Mazara   | 1584  | E    | 38° 10′ 33″ N, 12° 44′ 02″ E |                                       |
| 58  | Torrazzo di San Vito                        | San Vito Lo Capo          | Val di Mazara   | 1578  | E    | 38° 10′ 54″ N, 12° 43′ 50″ E |                                       |
| 59  | Torre del Roccazzo                          | San Vito Lo Capo          | Val di Mazara   | 1594  | N    | 38° 10′ 50″ N, 12° 43′ 36″ E |                                       |
| 60  | Torre dell'Isolidda                         | San Vito Lo Capo          | Val di Mazara   | 1595  | E    | 38° 08′ 47″ N, 12° 44′ 08″ E |                                       |
| 61  | Torrazza                                    | Custonaci                 | Val di Mazara   | 1578  | R    | 38° 06′ 18″ N, 12° 41′ 43″ E |                                       |
| 62  | Torre della tonnara di Cofano               | Custonaci                 | Val di Mazara   | 1556  | E    | 38° 06′ 41″ N, 12° 40′ 48″ E |                                       |
| 63  | Edificio sulla vetta di Monte Cofano        | Custonaci                 | Val di Mazara   | 1709  | R    | 38° 06′ 21″ N, 12° 40′ 10″ E |                                       |
| 64  | Torre di Cofano                             | Custonaci                 | Val di Mazara   | 1618  | E    | 38° 06′ 34″ N, 12° 39′ 33″ E |                                       |
| 65  | Torre le Sciare o Guddia                    | Valderice                 | Val di Mazara   | 1855  | E    | 38° 03′ 59″ N, 12° 37′ 41″ E |                                       |
| 66  | Torre della tonnara di Bonagia              | Valderice                 | Val di Mazara   | 1526  | E    | 38° 04′ 04″ N, 12° 35′ 42″ E |                                       |
| 67  | Torre della tonnara vecchia di Bonagia      | Erice                     | Val di Mazara   | 1630  | E    | 38° 03′ 57″ N, 12° 35′ 10″ E |                                       |
| 68  | Torre di Pizzolungo                         | Erice                     | Val di Mazara   | 1714  | E    | 38° 03′ 08″ N, 12° 33′ 47″ E |                                       |
| 69  | Torre di Martognella                        | Erice                     | Val di Mazara   | 1867  | E    | 38° 02′ 39″ N, 12° 33′ 14″ E |                                       |
| 70  | Torre della tonnara di San Giuliano         | Trapani                   | Val di Mazara   | 1557  | E    | 38° 01′ 59″ N, 12° 31′ 37″ E |                                       |
| 71  | Torre di Ligny                              | Trapani                   | Val di Mazara   | 1671  | E    | 38° 01′ 10″ N, 12° 29′ 49″ E |                                       |
| 72  | Torre della Colombara o Torre Peliade       | Trapani                   | Val di Mazara   | 1223  | E    | 38° 00′ 41″ N, 12° 29′ 44″ E | Torre della Colombara o Torre Peliade |
| 73  | Torre Nubia                                 | Paceco                    | Val di Mazara   | 1584  | E    | 37° 58′ 54″ N, 12° 29′ 41″ E |                                       |
| 74  | Torre di Mezzo (Marausa)                    | Misiliscemi               | Val di Mazara   | 1611  | E    | 37° 56′ 48″ N, 12° 29′ 21″ E |                                       |
| 75  | Torretta                                    | Favignana                 | Val di Mazara   | 1578  | R    | 37° 55′ 20″ N, 12° 22′ 02″ E |                                       |
| 76  | Torre di San Leonardo                       | Favignana                 | Val di Mazara   | 1578  | N    | 37° 55′ 56″ N, 12° 19′ 36″ E |                                       |
| 77  | Torre di San Teodoro A                      | Marsala                   | Val di Mazara   | 1457  | E    | 37° 54′ 28″ N, 12° 27′ 32″ E |                                       |
| 78  | Torre di San Teodoro B                      | Marsala                   | Val di Mazara   | 1578  | E    | 37° 54′ 28″ N, 12° 27′ 30″ E |                                       |
| 79  | Tour de Birgi                               | Marsala                   | Val di Mazara   | 1709  | R    | 37° 54′ 13″ N, 12° 28′ 40″ E |                                       |
| 80  | Torre del Borrone                           | Marsala                   | Val di Mazara   | 1584  | I    | 37° 53′ 44″ N, 12° 25′ 53″ E |                                       |
| 81  | Torre Altavilla                             | Marsala                   | Val di Mazara   | 1578  | E    | 37° 52′ 54″ N, 12° 26′ 25″ E |                                       |
| 82  | Torre della Salina                          | Marsala                   | Val di Mazara   | 1578  | E    | 37° 52′ 17″ N, 12° 26′ 43″ E |                                       |
| 83  | Torre Passalacqua                           | Marsala                   | Val di Mazara   | 1985  | E    | 37° 53′ 24″ N, 12° 28′ 20″ E |                                       |
| 84  | Torre Sances                                | Marsala                   | Val di Mazara   | 1985  | E    | 37° 53′ 10″ N, 12° 28′ 34″ E |                                       |
| 85  | Torre Abele                                 | Marsala                   | Val di Mazara   | 1985  | E    | 37° 53′ 02″ N, 12° 28′ 45″ E |                                       |
| 86  | Torre Lupa                                  | Marsala                   | Val di Mazara   | 2008  | R    | 37° 52′ 35″ N, 12° 29′ 14″ E |                                       |
| 87  | Torre della Spagnola                        | Marsala                   | Val di Mazara   | 1709  | I    | 37° 50′ 41″ N, 12° 27′ 55″ E |                                       |
| 88  | Torre Polizzi                               | Marsala                   | Val di Mazara   | 1985  | E    | 37° 48′ 53″ N, 12° 27′ 35″ E |                                       |
| 89  | Torre Tonna                                 | Marsala                   | Val di Mazara   | 1985  | E    | 37° 45′ 30″ N, 12° 27′ 59″ E |                                       |
| 90  | Torre anonima di proprietà Alagna           | Marsala                   | Val di Mazara   | 2008  | E    | 37° 45′ 33″ N, 12° 28′ 11″ E |                                       |
| 91  | Torre Sibiliana                             | Petrosino                 | Val di Mazara   | 1524  | E    | 37° 43′ 35″ N, 12° 28′ 11″ E |                                       |
| 92  | Torre Fossa della Nave                      | Petrosino                 | Val di Mazara   | 1709  | I    | 37° 42′ 45″ N, 12° 28′ 19″ E |                                       |
| 93  | Torre del Giardino                          | Petrosino                 | Val di Mazara   | 1709  | I    | 37° 41′ 33″ N, 12° 29′ 04″ E |                                       |
| 94  | Torre di Capo Feto                          | Mazara del Vallo          | Val di Mazara   | 1524  | I    | 37° 39′ 29″ N, 12° 32′ 08″ E |                                       |
| 95  | Torre Cuadara                               | Mazara del Vallo          | Val di Mazara   | 1798  | I    | 37° 36′ 09″ N, 12° 37′ 45″ E |                                       |
| 96  | Torre Sorello                               | Mazara del Vallo          | Val di Mazara   | 1584  | E    | 37° 34′ 35″ N, 12° 39′ 07″ E |                                       |
| 97  | Torretta Granitola                          | Mazara del Vallo          | Val di Mazara   | 1578  | E    | 37° 34′ 36″ N, 12° 39′ 15″ E |                                       |
| 98  | Torre Tre Fontane                           | Campobello di Mazara      | Val di Mazara   | 1593  | E    | 37° 34′ 08″ N, 12° 43′ 29″ E |                                       |
| 99  | Torre Polluce                               | Castelvetrano             | Val di Mazara   | 1582  | E    | 37° 34′ 55″ N, 12° 49′ 30″ E |                                       |
| 100 | Torre di Porto Palo                         | Menfi                     | Val di Mazara   | 1714  | E    | 37° 34′ 31″ N, 12° 54′ 15″ E |                                       |
| 101 | Torre Maragani                              | Sciacca                   | Val di Mazara   | 1714  | I    | 37° 31′ 51″ N, 13° 00′ 47″ E |                                       |
| 102 | Torre Vignagrande                           | Sciacca                   | Val di Mazara   | 1985  | E    | 37° 30′ 40″ N, 13° 01′ 28″ E |                                       |
| 103 | Torre del tradimento                        | Sciacca                   | Val di Mazara   | 1578  | E    | 37° 29′ 51″ N, 13° 01′ 17″ E |                                       |
| 104 | Torre Bellante                              | Sciacca                   | Val di Mazara   | 1985  | E    | 37° 30′ 40″ N, 13° 03′ 44″ E |                                       |
| 105 | Torre del Barone                            | Sciacca                   | Val di Mazara   | 1714  | N    | 37° 29′ 46″ N, 13° 07′ 22″ E |                                       |
| 106 | Torre Macauda                               | Sciacca                   | Val di Mazara   | 1594  | R    | 37° 28′ 58″ N, 13° 10′ 59″ E |                                       |
| 107 | Torre Verdura                               | Sciacca                   | Val di Mazara   | 1714  | E    | 37° 28′ 26″ N, 13° 11′ 31″ E |                                       |
| 108 | Torre di Capo Bianco                        | Cattolica Eraclea         | Val di Mazara   | 1557  | N    | 37° 23′ 22″ N, 13° 16′ 25″ E |                                       |
| 109 | Torre Salsa o Marinata                      | Siculiana                 | Val di Mazara   | 1594  | E    | 37° 21′ 54″ N, 13° 19′ 29″ E |                                       |
| 110 | Torre Felice o Garebici                     | Siculiana                 | Val di Mazara   | 1584  | N    | 37° 20′ 48″ N, 13° 22′ 41″ E |                                       |
| 111 | Torre del caricatore di Siculiana           | Siculiana                 | Val di Mazara   | 1425  | N    | 37° 20′ 18″ N, 13° 23′ 09″ E |                                       |
| 112 | Torre di Monterosso                         | Realmonte                 | Val di Mazara   | 1557  | E    | 37° 18′ 28″ N, 13° 25′ 46″ E |                                       |
| 113 | Torre di Monterossello                      | Realmonte                 | Val di Mazara   | 1586  | R    | 37° 17′ 40″ N, 13° 27′ 00″ E |                                       |
| 114 | Torre del caricatore di Girgenti            | Porto Empedocle           | Val di Mazara   | 1355  | E    | 37° 17′ 11″ N, 13° 31′ 35″ E |                                       |
| 115 | Torre San Giuseppe                          | Agrigente                 | Val di Mazara   | 1594  | E    | 37° 16′ 42″ N, 13° 34′ 22″ E |                                       |
| 116 | Torre San Carlo                             | Palma di Montechiaro      | Val di Mazara   | 1649  | E    | 37° 09′ 57″ N, 13° 43′ 53″ E |                                       |
| 117 | Torre del Castellazzo                       | Palma di Montechiaro      | Val di Mazara   | 1558  | R    | 37° 09′ 24″ N, 13° 47′ 41″ E |                                       |
| 118 | Torre di Gaffe                              | Licata                    | Val di Mazara   | 1557  | E    | 37° 08′ 24″ N, 13° 50′ 02″ E | senza cornice                         |
| 119 | Torre ottagonale di San Nicola              | Licata                    | Val di Mazara   | 1557  | E    | 37° 06′ 39″ N, 13° 51′ 58″ E |                                       |
| 120 | Torre circolare di San Nicola               | Licata                    | Vallo di Mazara | 1557  | R    | 37° 06′ 38″ N, 13° 51′ 59″ E |                                       |
| 121 | Torre di Falconara                          | Butera                    | Val di Noto     | 1422  | E    | 37° 06′ 30″ N, 14° 03′ 09″ E |                                       |
| 122 | Torre di Manfria                            | Gela                      | Val di Noto     | 1584  | E    | 37° 06′ 00″ N, 14° 08′ 19″ E |                                       |
| 123 | Torre Insegna                               | Gela                      | Val di Noto     | 1640  | N    | 37° 04′ 18″ N, 14° 13′ 34″ E |                                       |
| 124 | Torre di Camarana                           | Raguse                    | Val di Noto     | 1578  | N    | 36° 52′ 24″ N, 14° 27′ 48″ E |                                       |
| 125 | Torre Vigliena o Braccetto                  | Raguse                    | Val di Noto     | 1609  | R    | 36° 48′ 53″ N, 14° 27′ 37″ E |                                       |
| 126 | Torre di Mezzo                              | Santa Croce Camerina      | Val di Noto     | 1600  | R    | 36° 47′ 58″ N, 14° 28′ 46″ E |                                       |
| 127 | Torre Scalambri                             | Santa Croce Camerina      | Val di Noto     | 1594  | E    | 36° 47′ 16″ N, 14° 29′ 34″ E |                                       |
| 128 | Torre Mazzarelli o Cadameli                 | Raguse                    | Val di Noto     | 1653  | E    | 36° 46′ 59″ N, 14° 33′ 16″ E |                                       |
| 129 | Torre di Donnalucata                        | Scicli                    | Val di Noto     | 1584  | E    | 36° 46′ 29″ N, 14° 38′ 02″ E |                                       |
| 130 | Torre di Sampieri                           | Scicli                    | Val di Noto     | 1694  | I    | 36° 43′ 35″ N, 14° 45′ 05″ E |                                       |
| 131 | Torre di Pozzallo o Cabrera                 | Pozzallo                  | Val di Noto     | 1557  | E    | 36° 43′ 39″ N, 14° 50′ 54″ E |                                       |
| 132 | Torre del Focallo                           | Ispica                    | Val di Noto     | 1557  | I    | 36° 43′ 06″ N, 14° 55′ 25″ E |                                       |
| 133 | Torre delle Formiche                        | Pachino                   | Val di Noto     | 1709  | I    | 36° 39′ 40″ N, 15° 03′ 20″ E |                                       |
| 134 | Torre di Portopalo                          | Portopalo di Capo Passero | Val di Noto     | 1797  | I    | 36° 40′ 04″ N, 15° 07′ 50″ E |                                       |
| 135 | Torre del Fano o di Capo Passero            | Pachino                   | Val di Noto     | 1584  | R    | 36° 41′ 42″ N, 15° 07′ 36″ E |                                       |
| 136 | Torre di Marzamemi                          | Pachino                   | Val di Noto     | 1714  | N    | 36° 44′ 30″ N, 15° 07′ 06″ E |                                       |
| 137 | Torre di Vendicari                          | Noto                      | Val di Noto     | XIV   | E    | 36° 48′ 08″ N, 15° 05′ 57″ E |                                       |
| 138 | Torre Stampace                              | Noto                      | Val di Noto     | 1420  | R    | 36° 50′ 34″ N, 15° 06′ 33″ E |                                       |
| 139 | Torre di Fontane Bianche                    | Siracusa                  | Val di Noto     | 1797  | D    | 36° 57′ 55″ N, 15° 12′ 47″ E |                                       |
| 140 | Torre Ognina                                | Syracuse                  | Val di Noto     | 1578  | E    | 36° 58′ 33″ N, 15° 15′ 38″ E | senza cornice                         |
| 141 | Torre Terrauzza                             | Syracuse                  | Val di Noto     | 1584  | N    | 37° 00′ 55″ N, 15° 17′ 58″ E |                                       |
| 142 | Torre Targetta                              | Syracuse                  | Val di Noto     | 1550  | E    | 37° 06′ 09″ N, 15° 15′ 05″ E |                                       |
| 143 | Torre sulla penisola Magnisi                | Priolo Gargallo           | Val di Noto     | 1821  | E    | 37° 09′ 13″ N, 15° 13′ 54″ E |                                       |
| 144 | Torre del Fico                              | Priolo Gargallo           | Val di Noto     | 1584  | E    | 37° 09′ 31″ N, 15° 12′ 00″ E |                                       |
| 145 | Torre Bagnoli                               | Priolo Gargallo           | Val di Noto     | 1866  | I    | 37° 10′ 34″ N, 15° 11′ 48″ E |                                       |
| 146 | Torre di San Cusumano                       | Augusta                   | Val di Noto     | 1584  | I    | 37° 11′ 59″ N, 15° 10′ 38″ E |                                       |
| 147 | Torre d'Avalos                              | Augusta                   | Val di Noto     | 1578  | E    | 37° 12′ 42″ N, 15° 13′ 26″ E |                                       |
| 148 | Torretta Dinsalto                           | Augusta                   | Val di Noto     | 1584  | N    | 37° 14′ 06″ N, 15° 14′ 58″ E |                                       |
| 149 | Torre di Capo Santa Croce                   | Augusta                   | Val di Noto     | 1797  | D    | 37° 14′ 36″ N, 15° 15′ 25″ E |                                       |
| 150 | Torre dell'Agnone                           | Augusta                   | Val di Noto     | 1557  | N    | 37° 18′ 35″ N, 15° 05′ 56″ E |                                       |
| 151 | Torretta di Ognina (di Catania)             | Catania                   | Val Demone      | 1709  | E    | 37° 31′ 43″ N, 15° 06′ 56″ E |                                       |
| 152 | Torre di Ognina (di Catania)                | Catania                   | Val Demone      | 1709  | E    | 37° 31′ 42″ N, 15° 06′ 49″ E |                                       |
| 153 | Torre Faraglione                            | Aci Castello              | Val Demone      | 1690  | E    | 37° 33′ 43″ N, 15° 09′ 37″ E |                                       |
| 154 | Torre Trezza                                | Aci Castello              | Val Demone      | 1690  | N    | 37° 33′ 49″ N, 15° 09′ 39″ E |                                       |
| 155 | Torre di Sant'Anna o di Capo Mulini         | Acireale                  | Val Demone      | 1617  | E    | 37° 34′ 36″ N, 15° 10′ 33″ E |                                       |
| 156 | Torre Alessandrano                          | Acireale                  | Val Demone      | 1584  | R    | 37° 34′ 37″ N, 15° 10′ 34″ E |                                       |
| 157 | Torretta di Santa Tecla                     | Acireale                  | Val Demone      | 1714  | E    | 37° 38′ 24″ N, 15° 11′ 03″ E |                                       |
| 158 | Torre Negra o Pozzillo                      | Acireale                  | Val Demone      | 1578  | I    | 37° 39′ 24″ N, 15° 11′ 56″ E |                                       |
| 159 | Torre Archirafi                             | Riposto                   | Val Demone      | 1578  | N    | 37° 42′ 37″ N, 15° 13′ 06″ E |                                       |
| 160 | Torre Laviefuille                           | Riposto                   | Val Demone      | 1797  | N    | 37° 43′ 48″ N, 15° 12′ 22″ E |                                       |
| 161 | Torre di Malo Grado                         | Mascali                   | Val Demone      | 1709  | I    | 37° 44′ 23″ N, 15° 12′ 06″ E |                                       |
| 162 | Torre Schisò                                | Giardini-Naxos            | Val Demone      | 1557  | E    | 37° 49′ 25″ N, 15° 16′ 18″ E |                                       |
| 163 | Torre San Nicola                            | Taormina                  | Val Demone      | 1557  | I    | 37° 51′ 10″ N, 15° 18′ 16″ E |                                       |
| 164 | Torre Avarna                                | Santa Teresa di Riva      | Val Demone      | 1899  | I    | 37° 56′ 02″ N, 15° 21′ 26″ E |                                       |
| 165 | Torre di Catalmo                            | Santa Teresa di Riva      | Val Demone      | 1994  | E    | 37° 56′ 14″ N, 15° 20′ 58″ E |                                       |
| 166 | Torre Bolina                                | Santa Teresa di Riva      | Val Demone      | 1709  | E    | 37° 56′ 12″ N, 15° 21′ 25″ E |                                       |
| 167 | Torre Varata o Muzza                        | Santa Teresa di Riva      | Val Demone      | 1584  | I    | 37° 57′ 03″ N, 15° 22′ 15″ E |                                       |
| 168 | Torre del Baglio                            | Santa Teresa di Riva      | Val Demone      | 1899  | E    | 37° 57′ 11″ N, 15° 22′ 17″ E |                                       |
| 169 | Torre dei Saraceni                          | Santa Teresa di Riva      | Val Demone      | 1295  | E    | 37° 57′ 12″ N, 15° 22′ 27″ E |                                       |
| 170 | Torre della Lumera                          | Roccalumera               | Val Demone      | 1578  | E    | 37° 58′ 14″ N, 15° 23′ 23″ E |                                       |
| 171 | Torre di Capo Grosso                        | Alì Terme                 | Val Demone      | 1578  | E    | 38° 01′ 08″ N, 15° 26′ 25″ E |                                       |
| 172 | Torre della Scaletta                        | Scaletta Zanclea          | Val Demone      | 1578  | N    | 38° 03′ 00″ N, 15° 28′ 09″ E |                                       |
| 173 | Torre Nova                                  | Scaletta Zanclea          | Val Demone      | 1714  | I    | 38° 03′ 08″ N, 15° 28′ 15″ E |                                       |
| 174 | Torre della Lanterna o torre di San Ranieri | Messina                   | Val Demone      | 1556  | E    | 38° 11′ 36″ N, 15° 34′ 27″ E |                                       |
| 175 | Torre Cariddi                               | Messina                   | Val Demone      | 1797  | E    | 38° 15′ 26″ N, 15° 36′ 45″ E |                                       |
| 176 | Torre del Faro                              | Messina                   | Val Demone      | 1546  | E    | 38° 16′ 06″ N, 15° 39′ 05″ E |                                       |
| 177 | Torrione del Forte degli Inglesi            | Messina                   | Val Demone      | 1804  | E    | 38° 16′ 07″ N, 15° 39′ 06″ E |                                       |
| 178 | Torre Bianca                                | Messina                   | Val Demone      | 1749  | E    | 38° 16′ 19″ N, 15° 38′ 26″ E |                                       |
| 179 | Torre Rasocolmo                             | Messina                   | Val Demone      | 1557  | E    | 38° 17′ 44″ N, 15° 31′ 08″ E |                                       |
| 180 | Torre Marmora                               | Messina                   | Val Demone      | 1584  | E    | 38° 15′ 50″ N, 15° 28′ 23″ E |                                       |
| 181 | Torre Tarantonio                            | Messina                   | Val Demone      | 1584  | R    | 38° 15′ 31″ N, 15° 27′ 57″ E |                                       |
| 182 | Torre Divieto                               | Villafranca Tirrena       | Val Demone      | 1558  | E    | 38° 14′ 27″ N, 15° 26′ 32″ E |                                       |
| 183 | Torretta tonda di Milazzo                   | Milazzo                   | Val Demone      | 1797  | E    | 38° 14′ 13″ N, 15° 14′ 39″ E |                                       |
| 184 | Torre o guardiola di Capo Bianco            | Milazzo                   | Val Demone      | 1584  | R    | 38° 16′ 04″ N, 15° 14′ 06″ E |                                       |
| 185 | Torre della lanterna di Milazzo             | Milazzo                   | Val Demone      | 1584  | E    | 38° 16′ 14″ N, 15° 13′ 51″ E |                                       |
| 186 | Torretta ottagonale di Milazzo              | Milazzo                   | Val Demone      | 1584  | E    | 38° 16′ 07″ N, 15° 13′ 35″ E |                                       |
| 187 | Torre di Mendolita                          | Lipari                    | Val Demone      | 1894  | E    | 38° 27′ 38″ N, 14° 56′ 56″ E |                                       |
| 188 | Torre di Pozzo di Gotto                     | Barcellona Pozzo di Gotto | Val Demone      | 1709  | I    | 38° 10′ 13″ N, 15° 11′ 42″ E |                                       |
| 189 | Torre del Cantone                           | Barcellona Pozzo di Gotto | Val Demone      | 1584  | E    | 38° 09′ 15″ N, 15° 10′ 43″ E |                                       |
| 190 | Torre Salicà                                | Terme Vigliatore          | Val Demone      | 1709  | I    | 38° 07′ 54″ N, 15° 08′ 20″ E |                                       |
| 191 | Torre di Furnari                            | Furnari                   | Val Demone      | 1597  | N    | 38° 07′ 29″ N, 15° 06′ 57″ E |                                       |
| 192 | Torre Sciacca                               | Patti                     | Val Demone      | 1985  | E    | 38° 08′ 41″ N, 15° 00′ 50″ E |                                       |
| 193 | Torre della Marina di Patti                 | Patti                     | Val Demone      | 1578  | I    | 38° 09′ 05″ N, 14° 58′ 19″ E |                                       |
| 194 | Torre di San Giorgio                        | Gioiosa Marea             | Val Demone      | 1557  | I    | 38° 10′ 32″ N, 14° 56′ 37″ E |                                       |
| 195 | Torre di Capo Calavà                        | Gioiosa Marea             | Val Demone      | 1578  | R    | 38° 11′ 20″ N, 14° 55′ 01″ E |                                       |
| 196 | Torre Zappardini                            | Gioiosa Marea             | Val Demone      | 1714  | E    | 38° 10′ 22″ N, 14° 53′ 37″ E |                                       |
| 197 | Torre delle Ciavole                         | Piraino                   | Val Demone      | 1685  | E    | 38° 10′ 09″ N, 14° 51′ 26″ E |                                       |
| 198 | Torre Nuova                                 | Torrenova                 | Val Demone      | 1584  | D    | 38° 05′ 45″ N, 14° 41′ 07″ E |                                       |
| 199 | Tour Gatto                                  | Torrenova                 | Val Demone      | 1720  | E    | 38° 05′ 26″ N, 14° 40′ 56″ E |                                       |
| 200 | Tour Marco                                  | Torrenova                 | Val Demone      | 2003  | E    | 38° 05′ 27″ N, 14° 40′ 29″ E |                                       |
| 201 | Tour de Sant'Agata                          | Sant'Agata di Militello   | Val Demone      | 1558  | E    | 38° 04′ 12″ N, 14° 38′ 00″ E |                                       |
| 202 | Torre di Acquedolci                         | Acquedolci                | Val Demone      | 1557  | E    | 38° 03′ 30″ N, 14° 35′ 27″ E |                                       |
| 203 | Torre del Lauro                             | Caronia                   | Val Demone      | 1583  | E    | 38° 02′ 38″ N, 14° 31′ 50″ E |                                       |
| 204 | Torre della Marina di Caronia               | Caronia                   | Val Demone      | 1584  | E    | 38° 01′ 57″ N, 14° 26′ 47″ E |                                       |
| 205 | Torre Mariazzo                              | Reitano                   | Val Demone      | 1558  | I    | 38° 01′ 00″ N, 14° 20′ 19″ E |                                       |
| 206 | Tour Muzza                                  | Motta d'Affermo           | Val Demone      | 1578  | E    | 38° 00′ 36″ N, 14° 19′ 15″ E |                                       |
| 207 | Tour Scillichenti                           | Tusa                      | Val Demone      | 1602  | E    | 38° 00′ 52″ N, 14° 12′ 32″ E |                                       |
| 208 | Tour Finale                                 | Pollina                   | Val Demone      | 1618  | E    | 38° 01′ 14″ N, 14° 09′ 47″ E |                                       |
| 209 | Tour Ammazzagatto                           | Pollina                   | Val Demone      | 1709  | E    | 38° 01′ 33″ N, 14° 09′ 07″ E |                                       |
| 210 | Tour Raisigerbi                             | Pollina                   | Val Demone      | 1595  | E    | 38° 01′ 47″ N, 14° 08′ 50″ E |                                       |
| 211 | Tour Conche                                 | Pollina                   | Val Demone      | 1618  | E    | 38° 01′ 19″ N, 14° 08′ 22″ E |                                       |
| 212 | Tour Sant'Ambrogio                          | Cefalù                    | Val Demone      | 1709  | R    | 38° 01′ 11″ N, 14° 05′ 16″ E |                                       |
| 213 | Tour Calura                                 | Cefalù                    | Val Demone      | 1618  | E    | 38° 02′ 10″ N, 14° 02′ 22″ E |                                       |
| 214 | Tour du Grugno                              | Cefalù                    | Val Demone      | 1596  | I    | 38° 02′ 02″ N, 14° 00′ 00″ E |                                       |
| 215 | Tour Santa Lucia                            | Cefalù                    | Val Demone      | 1578  | E    | 38° 02′ 05″ N, 13° 59′ 56″ E |                                       |
| 216 | Tour Settefrati                             | Cefalù                    | Val Demone      | 1709  | E    | 38° 01′ 43″ N, 13° 58′ 01″ E |                                       |
| 217 | Tour Tonda                                  | Lascari                   | Val Demone      | 1584  | E    | 38° 00′ 54″ N, 13° 56′ 27″ E |                                       |
| 218 | Tour Pastine                                | Lascari                   | Val Demone      | 1985  | E    | 38° 00′ 44″ N, 13° 55′ 26″ E |                                       |